# Gimme Shelter
Gimme Shelter je kompilacijski album The Rolling Stonesa iz 1971. godine. Na albumu se nalaze pjesme s albuma Beggars Banquet, Let It Bleed i Got Live if You Want It!

## Popis pjesama
1. "Jumpin' Jack Flash"
2. "Love In Vain"
3. "Honky Tonk Women"
4. "Street Fighting Man"
5. "Sympathy For The Devil"
6. "Gimme Shelter"
7. "Under My Thumb"
8. "Time Is On My Side"
9. "I've Been Loving You Too Long"
10. "Fortune Teller"
11. "Lady Jane"
12. "Satisfaction"

## Top ljestvice

### Album
| Godina | Ljestvica        | Pozicija |
| ------ | ---------------- | -------- |
| 1971.  | UK Top 50 Albumi | #19      |